# 同盟國 (第二次世界大戰)
同盟國（英语：Allies of World War II；俄语：Антигитлеровская коалиция；法語：Alliés de la Seconde Guerre mondiale），是第二次世界大戰爆發後，最终有57个国家為抵抗軸心國的侵略而組成的聯盟，也是與軸心國對立的陣營。這些國家組成及加入同盟國的原因，大多是因為他們都遭到軸心國的武力侵略，或是基於擔心軸心國在戰後將控制整個世界的緣故。同盟國在苏联、中国大陆等国的历史教科书中又稱「反法西斯同盟」。

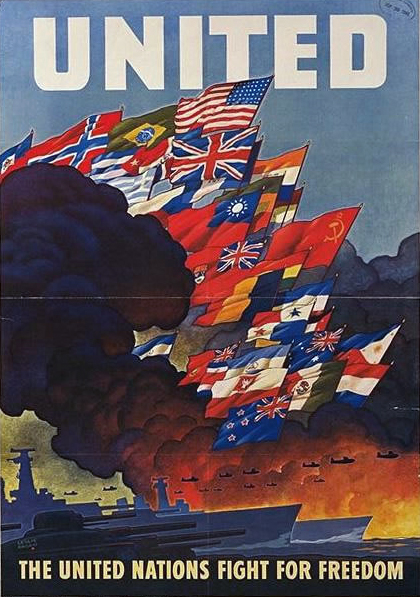
同盟國 (第二次世界大戰)

最初於戰爭爆發的時候（1939年9月1日），法蘭西第三共和國、波蘭第二共和國及英國組成了反德同盟，旋即英國的自治領（澳大利亞、加拿大、紐西蘭、紐芬蘭自治領及南非）亦加入了同盟。1941年珍珠港事變後，美國和中華民國加入同盟國。同時1941年後，大英帝國、美國及蘇聯的領袖被稱為「三巨頭」，擔任著同盟國的領導角色。自1937年的卢沟桥事变开始，中國與日本開戰（抗日戰爭），牽制了日本大部分陸軍的行動，並加入緬甸戰場協助英軍，在亞洲戰場起到至關重要的作用。中華民國和三巨頭（英國、美國、蘇聯）被美國總統羅斯福称为「世界權力的托管人」，後來被称为同盟國的「四警察」或者「四大国」。中美英蘇作为四大国率先在《聯合國共同宣言》上签字，之后在1943年的莫斯科会议所颁布的《四国普遍安全宣言》中「四大国」地位获得进一步确认。其他盟國包括比利時、巴西、捷克斯洛伐克、埃塞俄比亞、希臘、印度、墨西哥、荷蘭、挪威及南斯拉夫等。
於1941年12月，美國總統羅斯福為同盟國設計了一個名字，稱為「聯合國」（United Nations）。後來在1942年1月1日簽署的《聯合國宣言》，成為了現代最重要國際組織聯合國的基礎。於1945年7月的波茨坦會議，羅斯福的繼任人哈里·S·杜魯門總統向中、法、蘇、英、美的外長提出各國應該「商定一份和平條約及歐洲國家邊界的解決方法」，從而導致了外長理事會的建立。

## 中国

中華民國

中华民国作為當時的中國代表，也是二次大戰中同盟國的一員，其领土范围同時亦是对日作战的主要戰場之一。自1937年的盧溝橋事變發生後，中華民國國民政府軍事委員會委員長蔣中正於同年7月31日發表《告抗戰全體將士書》，宣布與日本全面開戰，1941年太平洋戰爭爆发前，中国在亚洲孤军作战。1941年12月，日本發動太平洋戰爭，同年12月9日中華民國國民政府主席林森發布《國民政府對日本宣戰布告》，中華民國再度以正式公告方式對日宣戰，中華民國與美國和英國結成同盟共同對日本、德國和意大利三國軸心作戰。自此中日戰爭正式成為第二次世界大戰的一部分。

### 內外窘迫
於1931年，日本發動九一八事變，驅逐奉系領導人張學良勢力，並在中国东北扶立满清末代皇帝溥儀建立偽滿洲國，是為近代中國抗日戰爭之開端。其後中日之間又發生了淞滬抗戰、長城抗戰、綏遠抗戰等数次冲突。而此時中國亦處於第一次國共內戰及分裂的狀態中，中國由國際認可的蔣中正委員長的中國國民黨控制下的中華民國國民政府所領導。蔣中正主張「攘外應先安內」，對蘇聯共產國際所扶植的中國共產黨進行圍剿。而在日本步步進逼的形勢之下，對於蔣中正的主張，中國國內有不同意見，其中包括中國共產黨所發起的一二·九運動。

### 第二次國共合作
1936年12月12日，張學良、楊虎城發動了西安事變，扣押了蔣中正，對他實施「兵諫」。在宋子文、宋美齡斡旋下，蔣中正被迫放棄「攘外安內」的基本國策而獲得釋放。西安事變緩解了中共在陝北的困境，國共兩黨達成了表面上粗略的抗日民族統一戰線協定，即日後所稱的第二次國共合作。

### 抗日戰爭全面爆發

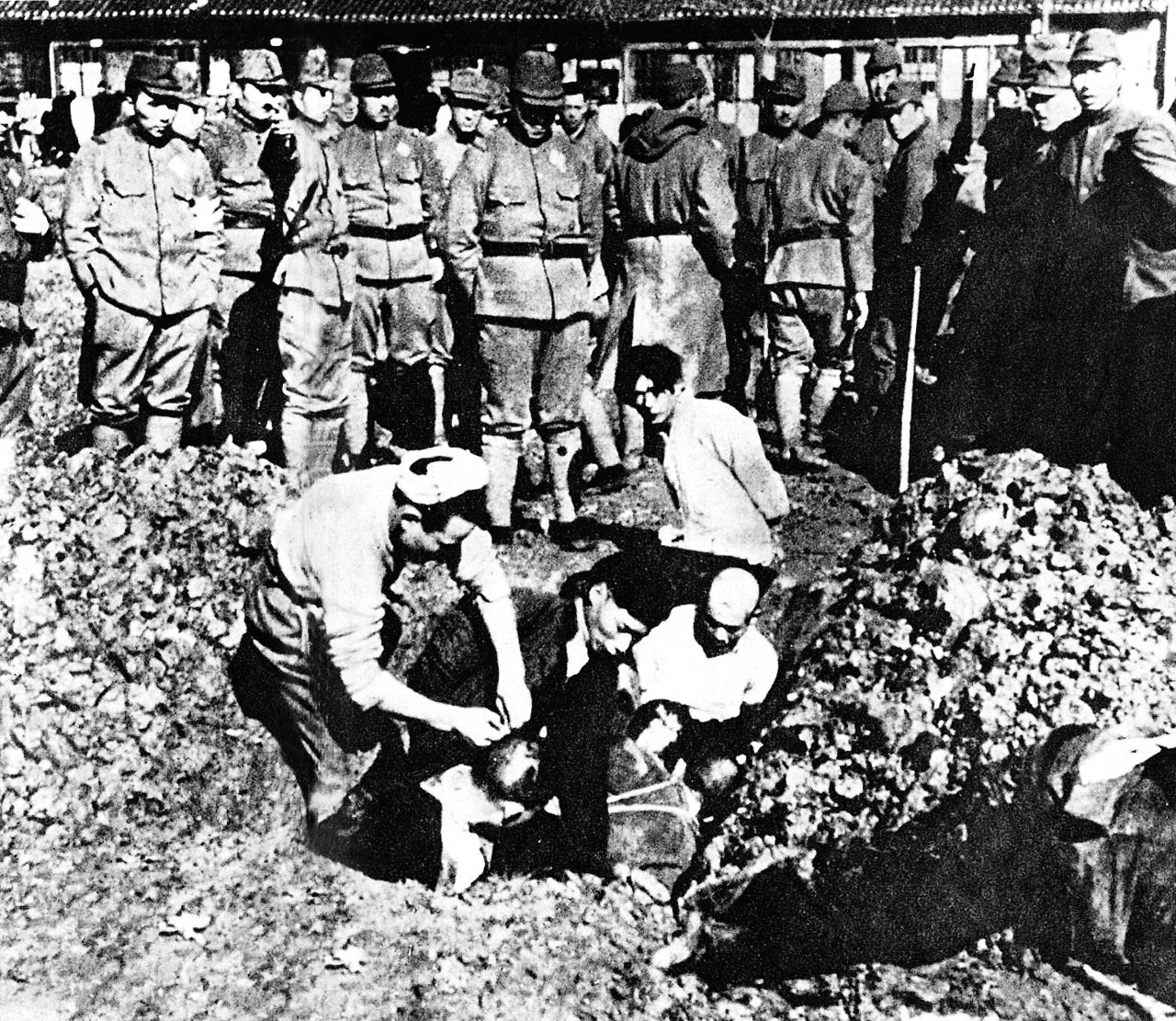
1937年南京大屠殺中，日軍強硬將中國平民押進坑中準備集體活埋

直到1937年7月7日，發生在華北的盧溝橋事變，導致中日戰爭的全面爆發。戰爭前期，日軍迅速佔領了中國的沿海地帶，並佔領了當時中國的首都南京，進行了南京大屠殺。在戰事連連失利的情況下，國民政府宣布將首都和所有政府機構由南京遷往陪都重慶，向西部山區退守。
日軍在佔領武漢和南方的廣州後，戰線拉長，也無力作進一步大規模的戰略進攻，轉入休整。在歷時4個多月的武漢會戰中，中華民國軍隊傷亡40萬人，戰爭進入戰略相持階段。日軍大本營不得不重新調整對華戰略，改為政治誘降為主、軍事進攻為輔的戰略，以求儘快結束所謂的「中國事變」。

#### 中期
由於綿延上千公里的戰線以及敵後區地方武裝等等之不安定因素，讓日本此時對於中國採用以華制華，分而治之的政策，積極扶持華人政要，成立親日的傀儡政權。日軍誘降國民黨副總裁汪精衛，成立了汪精衛政權，但到1940年日本發現汪精衛在中國國內影響力一般，且無法左右力守抗日的國民革命軍，收效並非想像般大。日軍一度甚至想要勸降蔣中正，但終未成功。同時國民黨與中共的游擊隊，均積極於敵後戰場發展。
1939年9月，第二次世界大戰正式爆發。英美放棄了將法西斯引向蘇聯的企圖，一反早先要求中日和談的態度，支持國民政府對日抗戰。但納粹進展超乎預料，法國在1940年6月22日迅速宣佈投降納粹德國，德軍迅速組織力量對英國展開襲擊。世界各地的戰況均有利於軸心國。這一時期，中國人也出現了廣泛的悲觀傾向。在這種情況下，國共兩黨展開了形式迥異的宣傳，試圖鼓舞民心，其中三次長沙會戰都對日軍造成重大打擊；雖然廣大領土淪喪，但1941年薛岳指揮的第三次長沙會戰殲滅日軍數萬人，並使戰略部署恢复到會戰前，這也使得國共兩黨能繼續堅守崗位。
但在抗戰期間，國共仍經常發生摩擦。一些不受國民黨指揮的組織（如中共着手設立邊區政府、蒙古抗日遊擊隊等）也開始逐步壯大。與此同時，中共陝甘寧邊區開展大生產運動，以解決自己的補給問題。

#### 加入同盟國

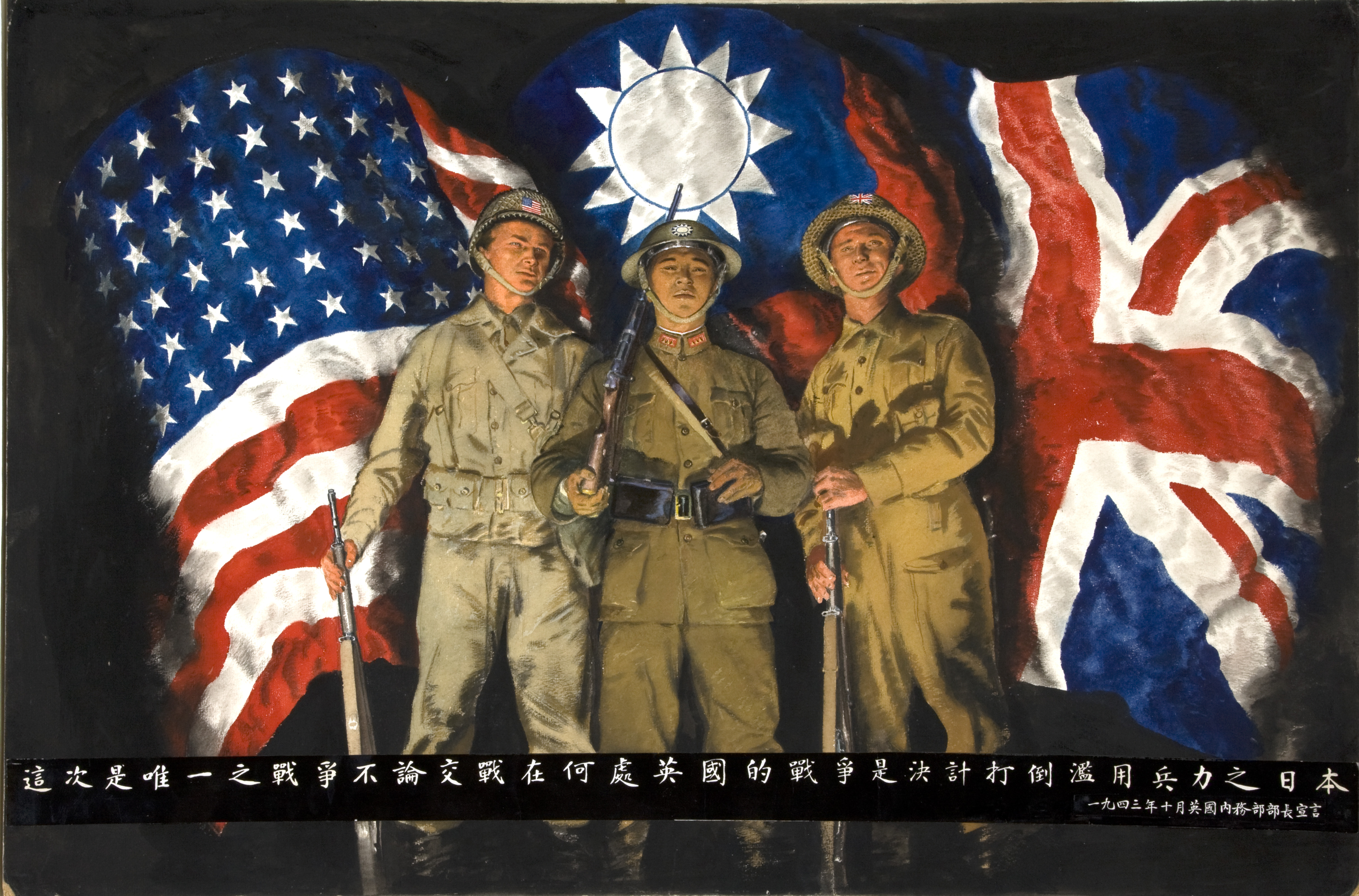
1943年中美英同盟海報，下方寫著「這次是唯一之戰爭，不論交戰在何處，英國的戰爭是決計打倒濫用兵力之日本。一九四三年十月英國內務部部長（大臣）宣言」

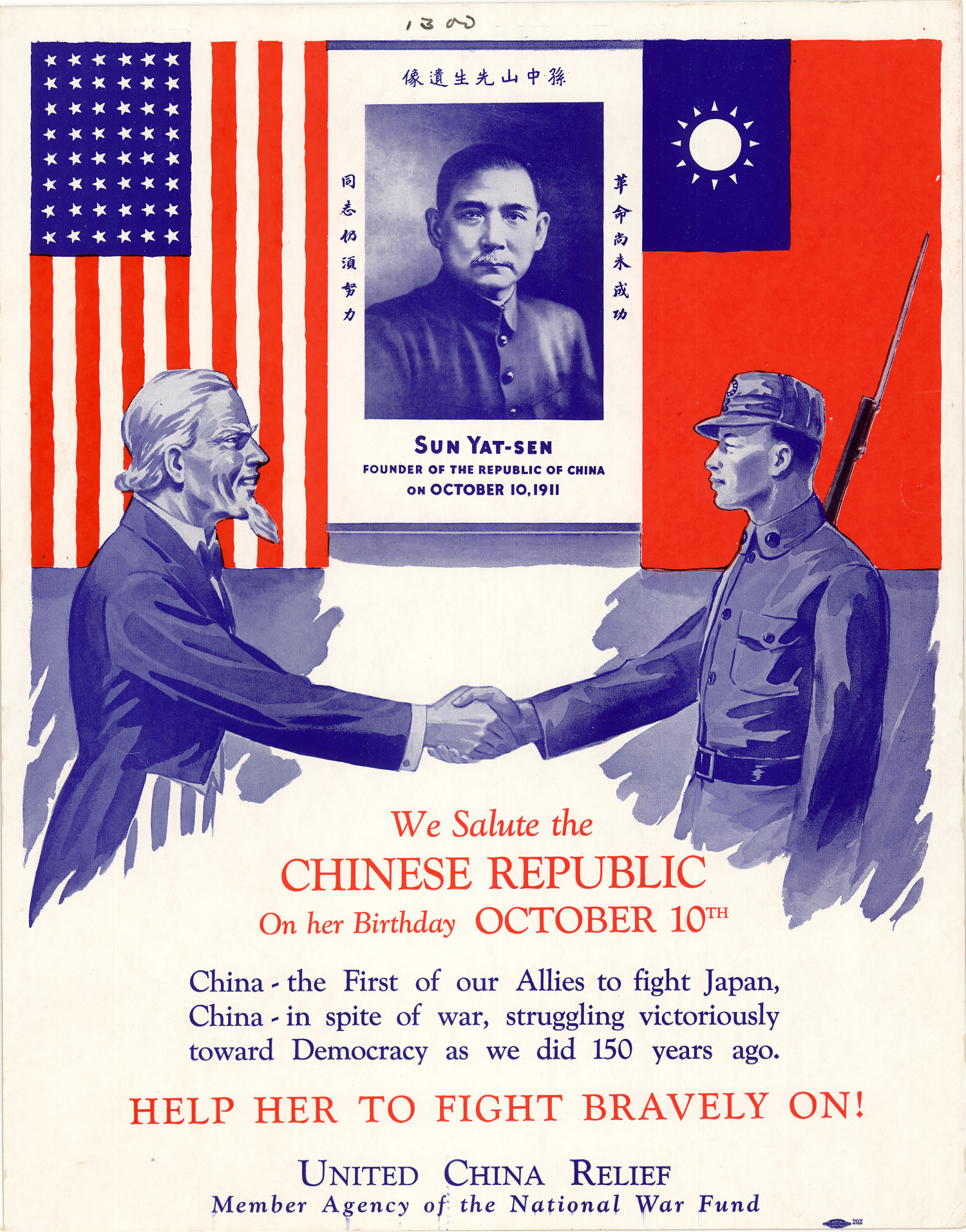
二战时中美同盟的海报

1941年12月7日，日本偷襲美國珍珠港後，日本的戰略重心從中國轉變為美國。翌日，美國對日本宣戰。12月9日，中華民國正式向日本宣戰，並加入同盟國。不久之後，除了先前與日本簽立互不侵犯條約的蘇聯以外，英國等同盟國也對日本宣戰。從此中華民國不再獨立對日作戰，抗日戰爭成為第二次世界大戰的一部分。
美國加入二戰後以租借法案的名義通過滇緬公路和「駝峰航線」從緬甸、印度向中國運送作戰物資支持中華民國繼續抗戰。世界各國的介入主要是因為英美出於本身利益而希望中國拖住日本陸軍主力。因此中華民國與英國簽訂了友好同盟條約，並與英美等國簽訂廢除部分不平等條約，令重慶國民政府的國際地位上升。
日本方面不滿足於控制東南亞的油氣資源，同時注意到滇緬公路對中國戰場的意義，轉而出兵緬甸，意圖切斷滇緬公路孤立中國。此時英國在遠東的軍隊已無力抵抗日本的進攻，轉而向國民政府求援，中國派出中國遠征軍進入緬甸與日本作戰。

#### 日本投降
1943年11月，中華民國的蔣中正委員長及夫人宋美齡，美國羅斯福總統，英國邱吉爾首相三國元首在埃及開羅開會，發表新聞公報《開羅宣言》，要求戰後日本歸還自1895年佔領中國的所有領土，包括台灣、澎湖、中國東北等地。
1945年2月，英、美、蘇簽訂《雅爾塔協定》，規定在歐洲戰爭結束後三個月內，蘇聯應對日宣戰。中華民國沒有被邀請參加。由於美英是以犧牲中華民國的主權（如承認外蒙古獨立），來換取蘇聯對日出兵的條件，也被稱為「遠東慕尼黑」陰謀。
1945年7月26日，美、英、中三國共同發表波茨坦公告，敦促日本無條件投降，否則將予以日本「最後之打擊」。由於此時美國的原子彈已試驗成功，美國新總統杜魯門對於蘇聯的參戰並不抱太大興趣，所以未邀請蘇聯協商或署名，造成蘇聯頗為不滿。
最後，日本於1945年8月15日正午，日本裕仁天皇通過廣播發表《終戰詔書》，宣布無條件投降。盟軍最高統帥麥克阿瑟發佈《一般命令第一號》指示在中國（滿洲除外）、台灣及北緯十六度以北之法屬印度支那境內的日軍高階司令官及所有陸、海、空軍及輔助部隊應向同盟國的代表人蔣中正投降。
12月25日，美國國務院照會國民政府，希望中國能儘快派兵赴日參加佔領。後因第二次國共內戰，中國最終未能派佔領軍進駐日本。

## 大英帝国

大不列顛及北愛爾蘭聯合王國

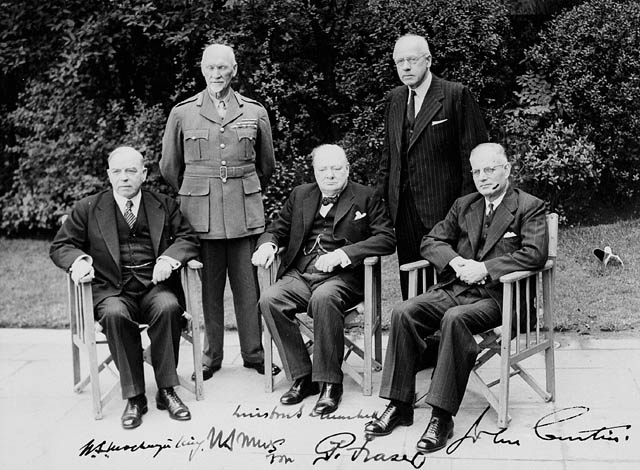
邱吉爾及大英帝國成員的領袖

英國經過慕尼黑協定、蘇台德區問題等一系列外交事件後，英國與波蘭組成了軍事聯盟並保障波蘭獨立。隨後在波蘭戰役爆發後，為阻止德國對波蘭的侵略，英國與法國對德國宣戰，第二次世界大戰自此爆發。在大部分歐洲國家淪陷後，大英帝國堅持持續與軸心國繼續作戰，並分別在北非和大西洋海上與德國發生多起軍事衝突，而這也使得英國成了歐洲地區少數仍能繼續反抗德軍入侵的主要武力之一。
在二戰期間，大英帝國一直擔當著同盟國的領袖角色，並且被稱為「三巨頭」之一。二戰結束後，大英帝國作為戰勝國的一員，參與了聯合國的創立，更成為了聯合國安理會常任理事國。

### 自治領
1931年西敏法令通過之後，授予了大英帝國的自治領有限的外交政策自主。而當歐戰爆發後，英國及被稱為自治領的其他大英帝國成員，於一周內分別向德國宣戰。這些國家分別為加拿大、澳大利亞、紐西蘭、紐芬蘭和南非聯邦。而南羅德西亞當時為自治殖民地，但並沒有獨立的外交及軍事政策。澳大利亞和紐西蘭承認及重申了英國對德國宣戰。南非總理巴里·赫爾特佐格拒絕向德國宣戰，導致他領導的聯合政府在9月6日倒台。而新的南非總理揚·史末資，於同一日向德國宣戰。因加拿大國會批准了法令，加拿大在9月10日亦對德國宣戰。紐芬蘭自治領的政府委員會繼英國亦向德國宣戰。

### 塞浦路斯

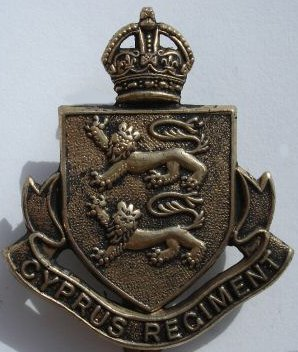
塞浦路斯軍團的帽徽

### 印度

英屬印度

## 蘇聯
- 蘇維埃社會主義共和國聯盟蘇維埃社會主義共和國聯盟

蘇維埃社會主義共和國聯盟

苏联在二战爆发时原本是德国盟友。双方在希特勒-斯大林条约之秘密议定书第四条中规定了双方在欧洲的势力范围,并以此为依据联手瓜分波兰，并相继侵占了芬兰的卡累利阿和维堡，罗马尼亚的比萨拉比亚，以及波罗的海国家等地。1940年9月27日，纳粹德国、法西斯意大利与日本帝国在德国柏林签署三国同盟条约，确立三个轴心国的同盟关系。同年10月，德国外长里宾特洛甫写信给斯大林，称德方希望将苏联拉入轴心国集团，建立“四国同盟”。斯大林遂派遣莫洛托夫前往柏林谈判。德方提供“四国条约”草案，要求苏联只能向国土以南的印度洋方向扩张。斯大林同意签署条约，但同时要求将土耳其、保加利亚也划入苏联的势力范围之中。希特勒对此十分不满，于是不再给予苏方答复。
1941年6月22日，纳粹德国撕毁希特勒-斯大林条约并对苏联发动入侵，苏联开始同纳粹德国交战。但在此之前，苏联同大日本帝国于1941年4月13日签订了日苏互不侵犯条约，规定双方在中国占领区的势力范围（日本承认苏联扶植的傀儡政权蒙古国，苏联承认日本扶植的傀儡政权满洲国等）故直到1945年8月日本投降前夕苏联都未和日本处于交战状态。

### 奧斯陸集團

丹麥王國

## 美國

美利堅合眾國

- 美利堅合眾國美利堅合眾國

## 歐洲

### 法國

法蘭西第三共和國

自由法国

- 法蘭西第三共和國法蘭西第三共和國
- 自由法国自由法国

### 波蘭

波蘭第二共和國

- 波蘭第二共和國波蘭第二共和國

### 比利時

比利時王國

- 比利時王國比利時王國

### 荷蘭

荷蘭王國

- 荷蘭王國荷蘭王國

### 南斯拉夫

南斯拉夫王國

南斯拉夫民主联盟

- 南斯拉夫王國南斯拉夫王國
- 南斯拉夫民主聯盟南斯拉夫民主联盟

## 美洲

### 巴西

巴西合眾國

- 巴西合眾國

### 墨西哥

墨西哥合眾國

- 墨西哥合眾國

## 世界性同盟

### 大西洋憲章
美國總統羅斯福和英國首相邱吉爾在1941年8月經過會商之後，認為應該將他們兩個國家在政策上相同的原則對外宣布，是為大西洋憲章。然而英美在二戰期間仍然違抗大西洋憲章，與蘇聯共簽雅爾達密約犧牲中國東北等權益。

### 聯合國家宣言
聯盟在1942年1月1日簽署了聯合國家宣言後正式組成，參與簽署的有二十六個國家，包括：
- 比利时
- 英属印度
- 加拿大
- 中國
- 古巴
- 捷克斯洛伐克
- 薩爾瓦多
- 希腊
- 海地
- 盧森堡
- 荷蘭
- 新西兰
- 尼加拉瓜
- 挪威
- 巴拿马
- 波蘭
- 苏联
- 南非
- 英国
- 美国
- 南斯拉夫王國

### 聯合國憲章
國際聯盟未能阻止第二次世界大戰（1939年－1945年）。出於人類無法承受第三次世界大戰的廣泛共識，為了維護世界和平，並推動解決國際經濟、社會和人權方面問題的合作，多個主權國家於1945年創建了聯合國，以取代有缺陷的國聯。美國國務院在1939年最先提出了成立一個新世界組織的計劃。羅斯福最先使用「聯合國」（United Nation）一詞來描述同盟國，後來同盟國則成為了聯合國的基礎。1942年1月1日，「聯合國」該名詞首次出現在聯合國宣言中。

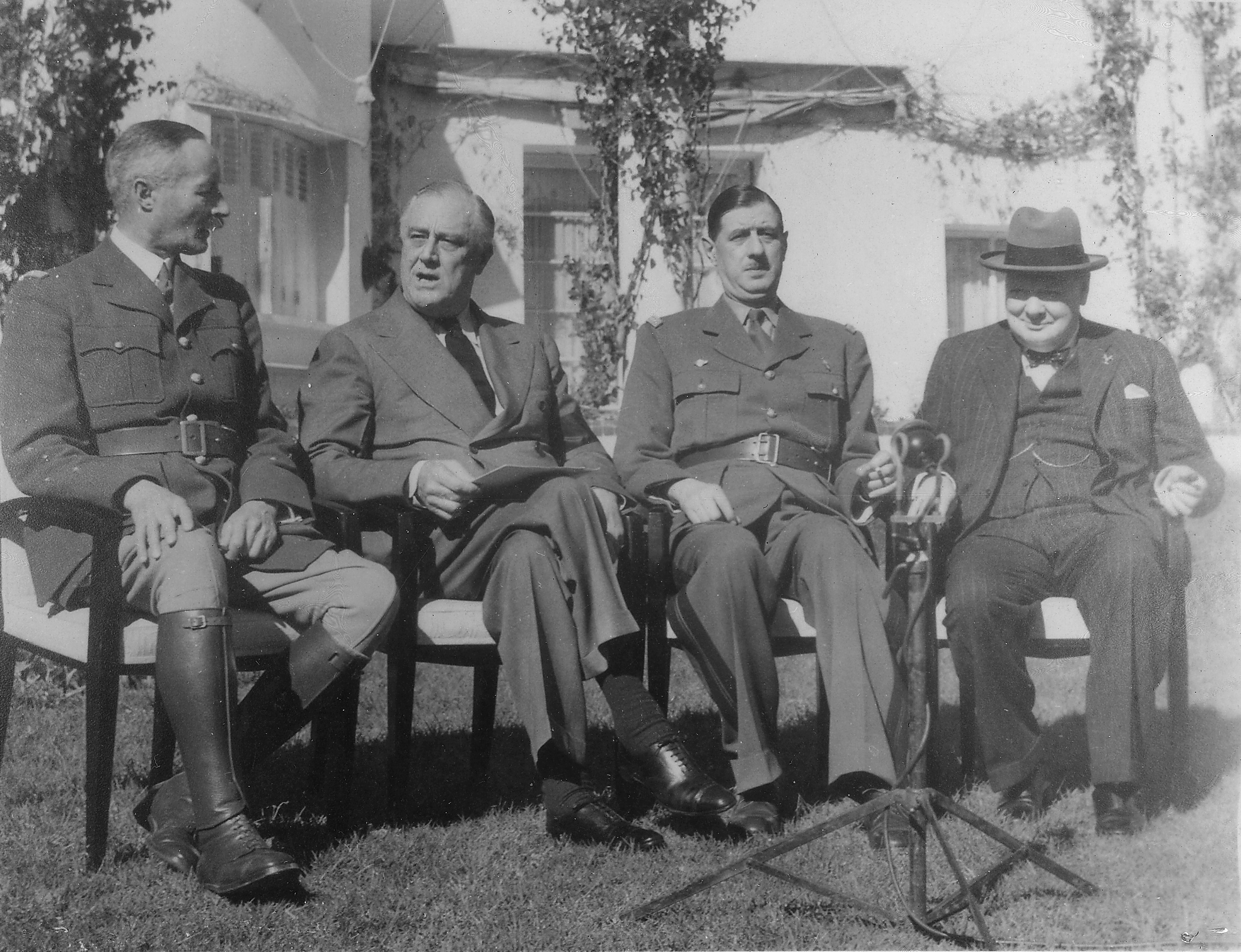
1943年卡薩布蘭卡會議上的法國上將亨利·吉羅、美國總統羅斯福、自由法國領袖戴高樂與英國首相邱吉爾。
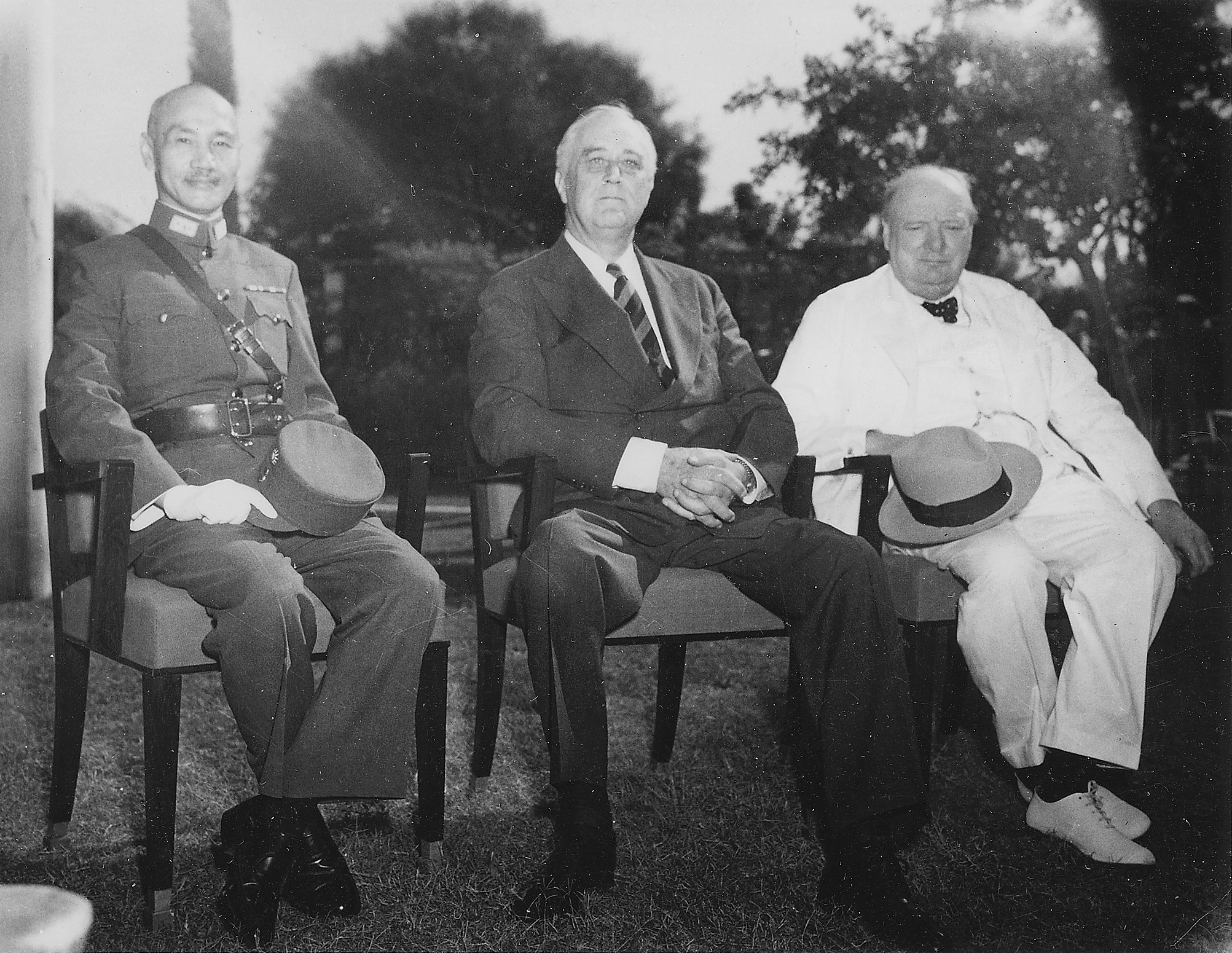
1943年開羅會議上的中華民國軍事委員會委員長蔣中正、美國總統羅斯福、與英國首相邱吉爾。
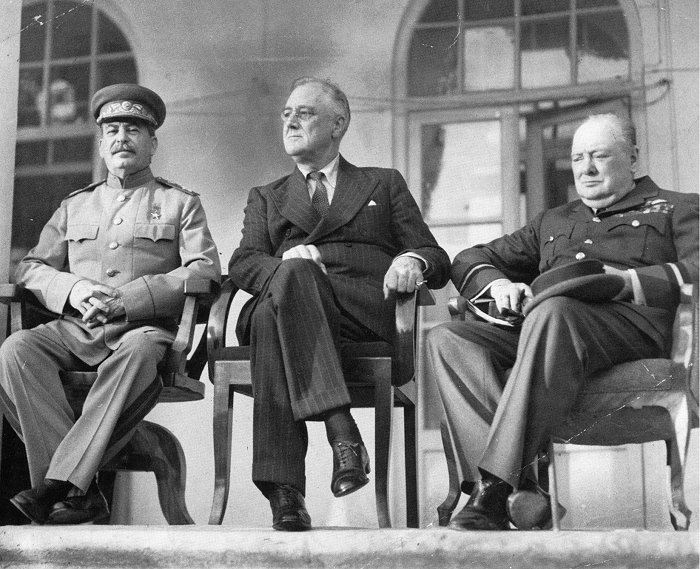
1943年德黑蘭會議上的斯大林、羅斯福和邱吉爾。
艾德礼、杜鲁门和斯大林在波茨坦会议上。
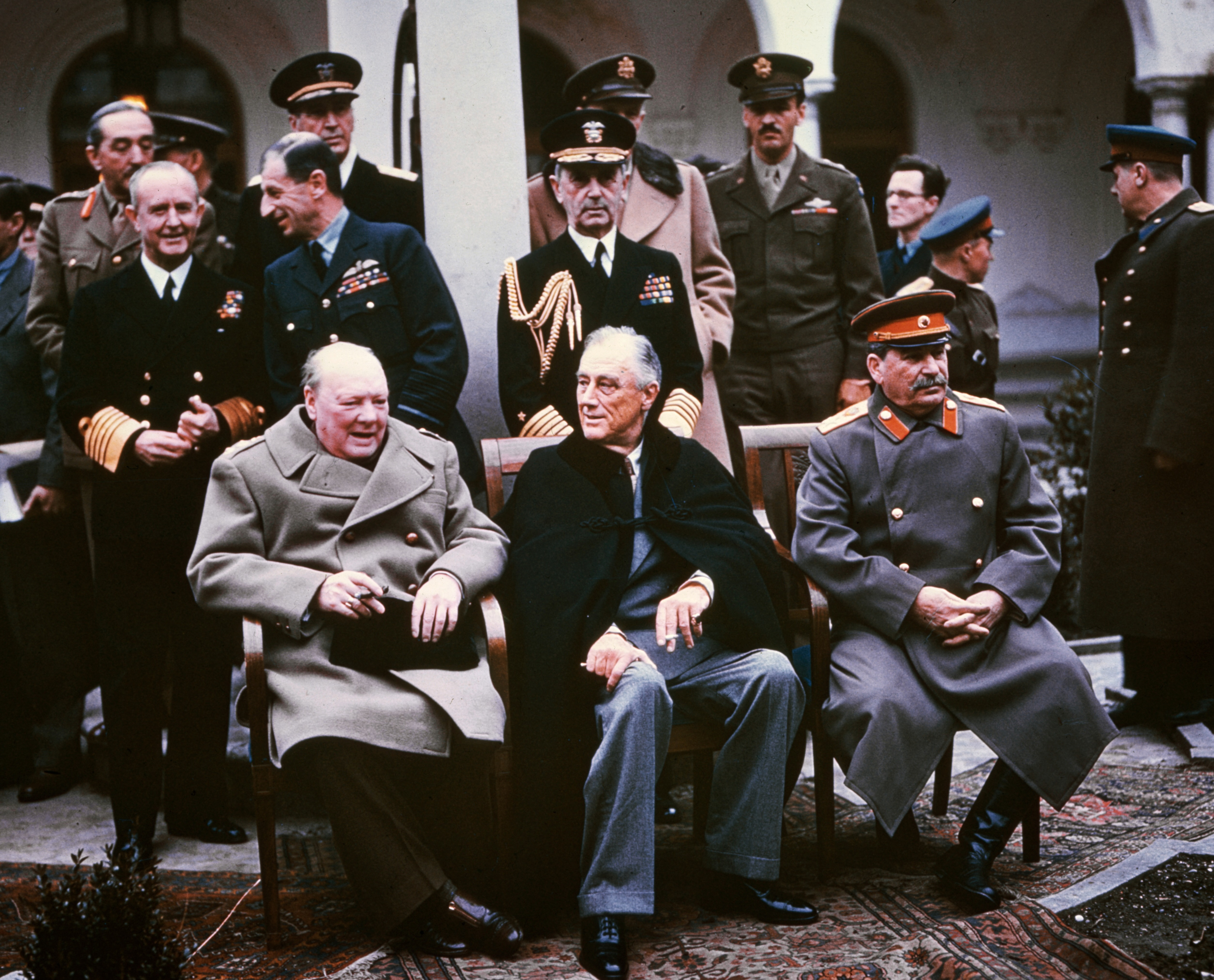
雅尔塔会议中的三巨头：丘吉尔、罗斯福和斯大林。
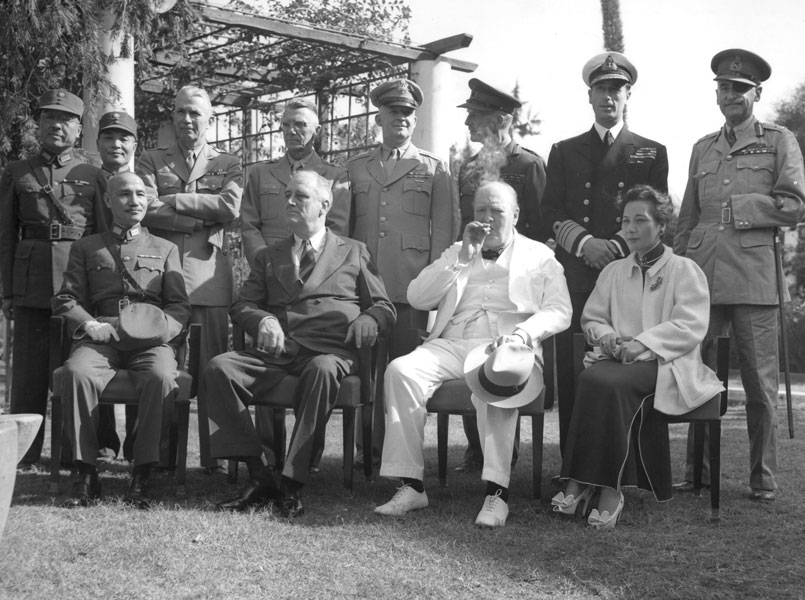
前排依序：中國國民政府軍事委員會委員長蔣中正、美國總統羅斯福、英國首相丘吉尔、中國蔣宋美齡。後排依序：中國的商震與林蔚；美國的布里恩·薩默維爾、約瑟夫·史迪威、亨利·阿諾德；與英國的約翰·格瑞爾·迪爾、路易斯·蒙巴頓、阿德里安·卡爾東·德維亞爾，攝於1943年11月25日

## 各國加入同盟國的時刻

### 波蘭戰役後

#### 1939年9月
- 波蘭：1939年9月1日
- 大英帝国：1939年9月3日
  -  英属印度：1939年9月3日（因英國宣戰而自動生效）
  -  英屬緬甸：1939年9月3日（因英國宣戰而自動生效）
  -  英屬香港：1939年9月3日（因英國宣戰而自動生效）
- ：1939年9月3日
- 新西兰：1939年9月3日
- 法國 ：1939年9月3日
- 尼泊爾王國 ：1939年9月4日
- ：1939年9月4日
- 南非聯邦：1939年9月6日
- 加拿大：1939年9月10日

#### 1940年4月
- 丹麦[b] ：1940年4月9日
- 挪威 ：1940年4月9日

### 假戰後
- 比利时：1940年5月10日
- 盧森堡：1940年5月10日
- 荷兰 ：1940年5月10日
- 自由法國：1940年6月18日
- 希臘：1940年10月28日
- 南斯拉夫王國：1941年4月6日

### 入侵蘇聯後
- 苏联：1941年6月22日
- 图瓦人民共和国：1941年6月25日到1944年10月11日（於1944年被蘇聯吞併）

### 珍珠港事變後
- 美国：1941年12月7日
- 巴拿马：1941年12月7日
- 菲律賓：1941年12月7日
- ：1941年12月8日
- ：1941年12月8日
- 薩爾瓦多：1941年12月8日
- 海地：1941年12月8日
- ：1941年12月8日
- 尼加拉瓜：1941年12月8日
- 中華民國 ：1941年12月9日（雖然在1937年盧溝橋事變时即與日軍展開全面戰爭，但是直到1941年12月9日才正式對日宣戰）
- ：1941年12月9日
- 古巴：1941年12月9日
- 大韩民国临时政府：1941年12月10日
- 捷克斯洛伐克：1941年12月16日

### 聯合國共同宣言簽訂後
- 墨西哥：1942年5月22日
- 巴西：1942年8月22日
- 衣索比亞：1942年12月14日
- 伊拉克王國： 1943年1月17日
- 玻利维亚：1943年4月7日
- 伊朗： 1943年9月9日
- 義大利王國：1943年10月13日（投降，退出轴心国）
- 哥伦比亚：1943年11月26日
- 利比里亚：1944年1月27日
- 秘魯：1944年2月12日

### 諾曼第戰役後
- 罗马尼亚：1944年8月25日（皇室政變推翻獨裁總理及被蘇聯佔領而退出轴心国）
- 芬兰：1944年9月4日（1944年9月單獨同蘇聯停战退出軸心國，在1945年3月1日正式向德國宣戰）[17]
- 保加利亚：1944年9月8日（國內共產黨政變推翻君主制向蘇聯投降，退出轴心国）
- 圣马力诺：1944年9月21日
- 阿尔巴尼亚：1944年10月26日 (被反抗軍解放)
- 匈牙利：1945年1月20日（實際上在1944年10月因退出失败被德國發現而成為德國傀儡，因被蘇聯佔領，退出轴心国）
- ：1945年2月2日
- 巴拉圭：1945年2月7日
- 乌拉圭：1945年2月15日
- 委內瑞拉：1945年2月15日
- 土耳其：1945年2月23日
- 黎巴嫩：1945年2月27日
- 阿根廷：1945年3月27日
- 智利：1945年4月11日 （只對日本宣戰，並只有發送經濟資源）[18][19]
- 蒙古人民共和国：1945年8月9日（9月2日，二戰結束）

## 抵抗運動
- 自由法國
- 东北抗日联军、十八集團軍、新編第四軍、东江纵队
- 朝鮮義勇軍
- 自由越南
- 南斯拉夫遊擊隊
- 自由菲律賓
- 韓國光復軍
- 自由泰國
- 自由捷克斯洛伐克
- 自由波蘭
- 塞爾維亞遊擊隊
- 英軍服務團、香港志願連
- 馬來亞人民抗日軍
- 日本抵抗運動（英语：Political_dissidence_in_the_Empire_of_Japan）
  - 日本人民解放聯盟、在華日人反戰同盟、日本兵士覺醒連盟（英语：League_to_Raise_the_Political_Consciousness_of_Japanese_Troops）

## 各大戰區統帥

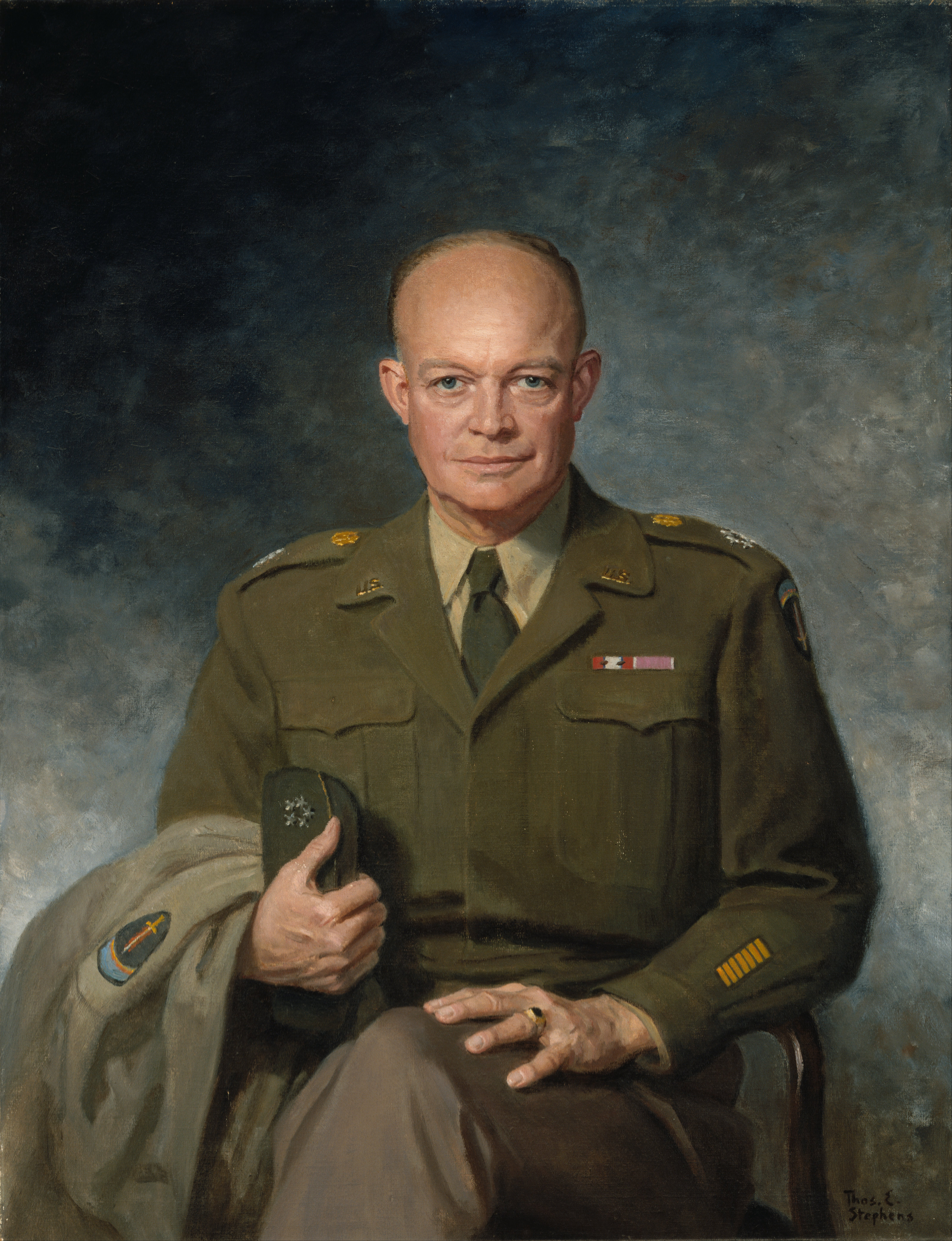
歐洲戰區&地中海與北非戰區——美國陸軍五星上將艾森豪（地中海與北非戰區遭撤換，轉任歐洲戰區）
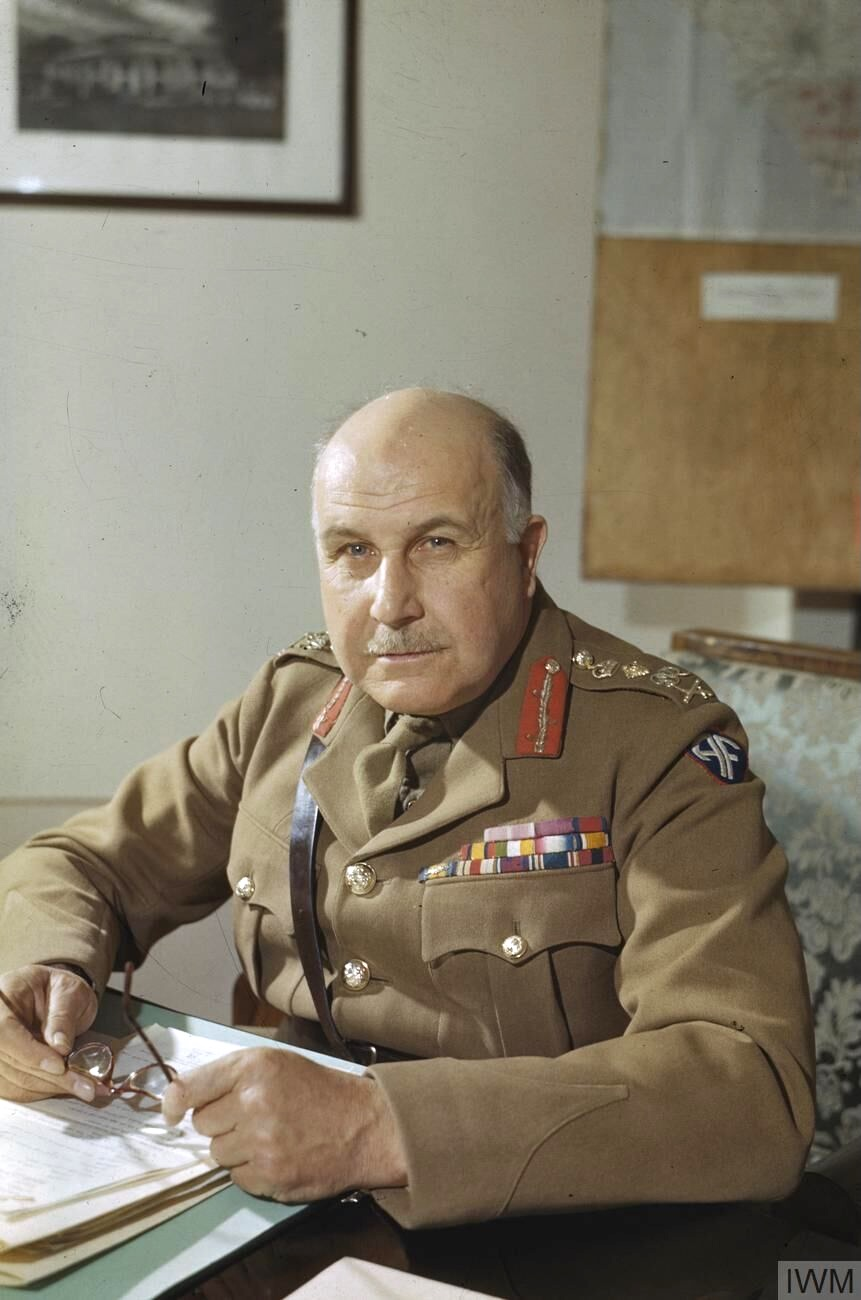
地中海與北非戰區——英國陸軍元帥亨利·梅特蘭·威爾遜（遭撤換）
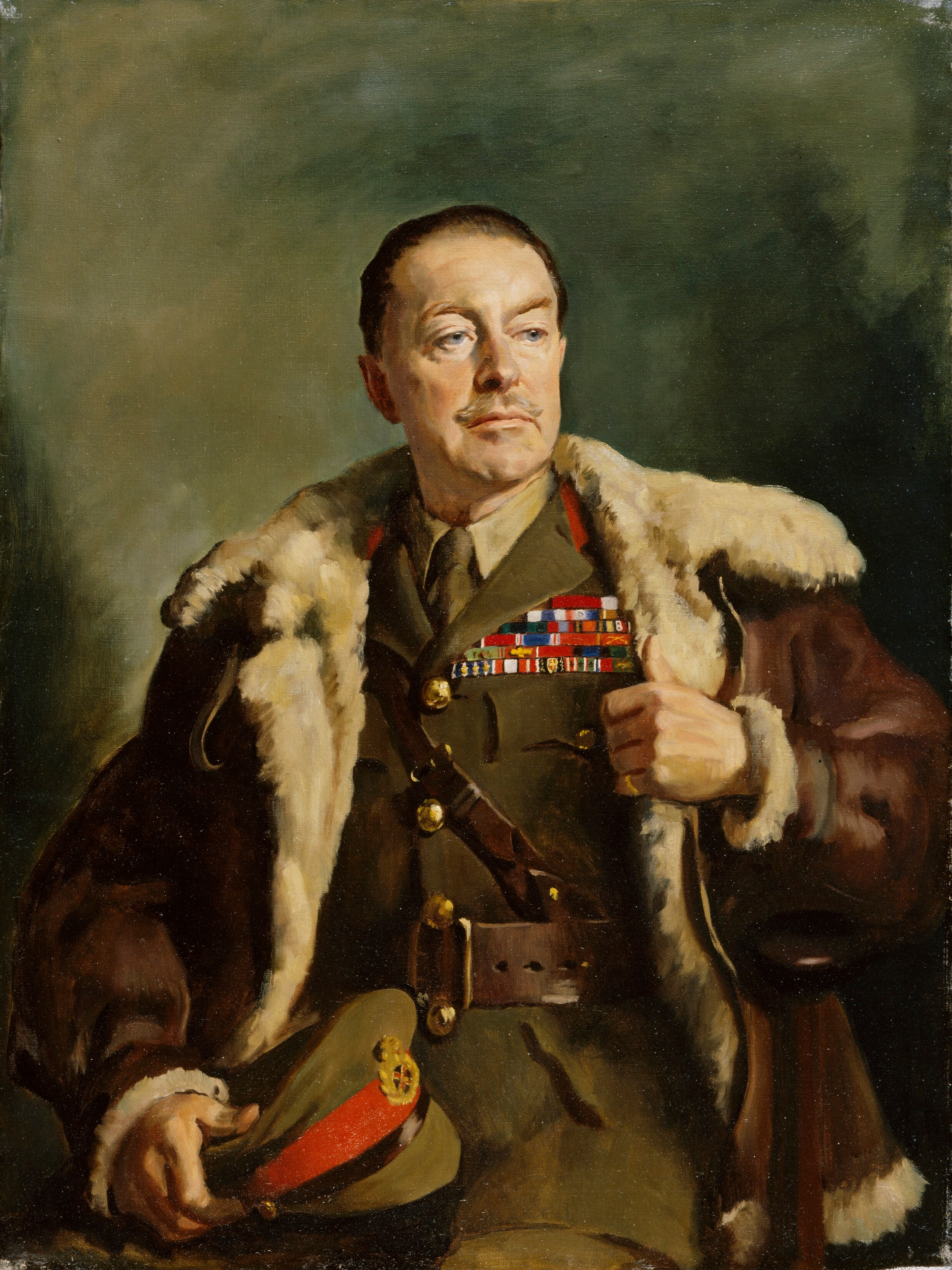
地中海與北非戰區——英國陸軍元帥哈羅德·亞歷山大
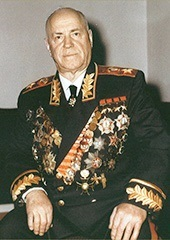
東線戰區——蘇聯元帥朱可夫
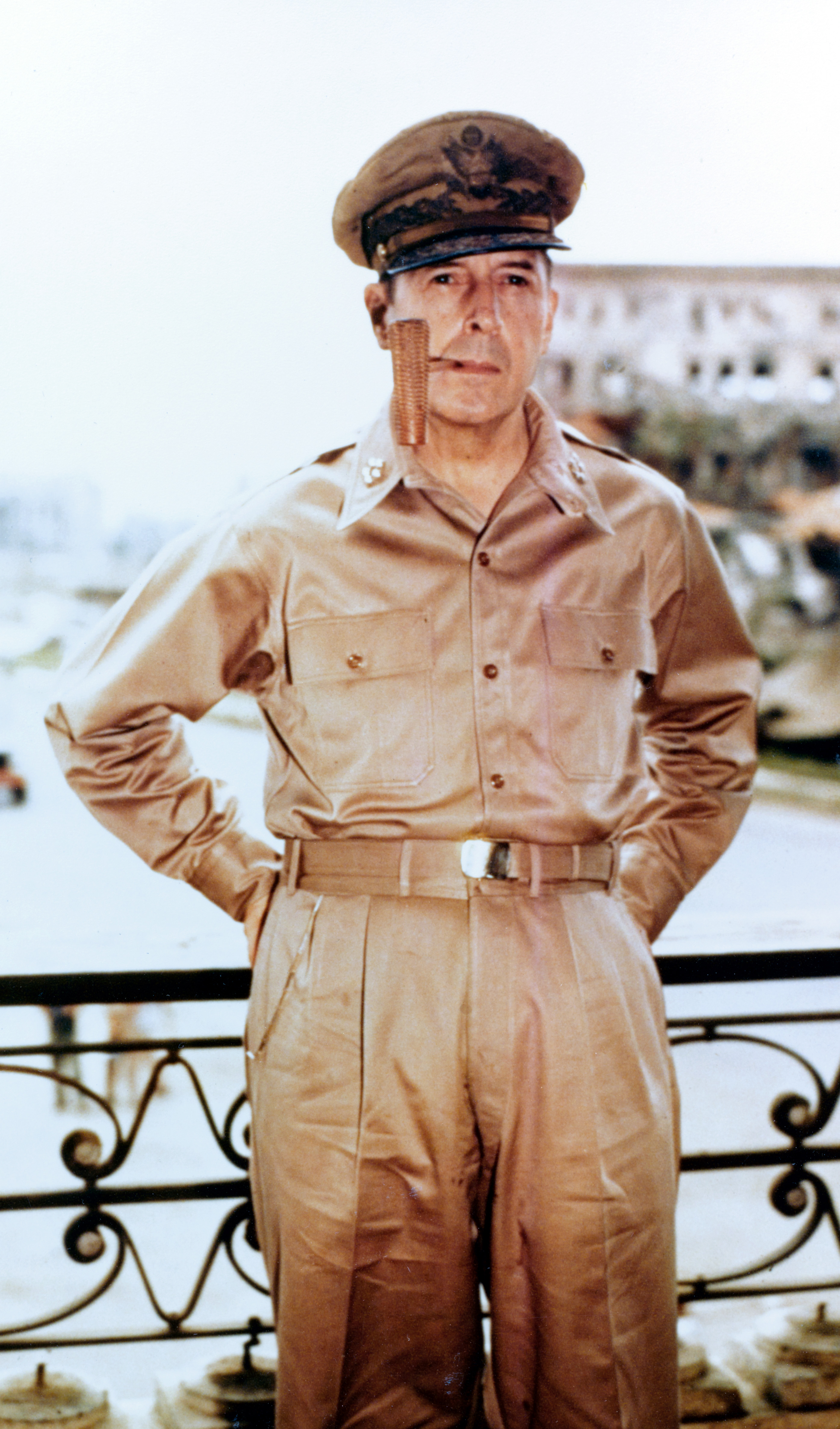
西南太平洋戰區——美國陸軍五星上將麥克阿瑟
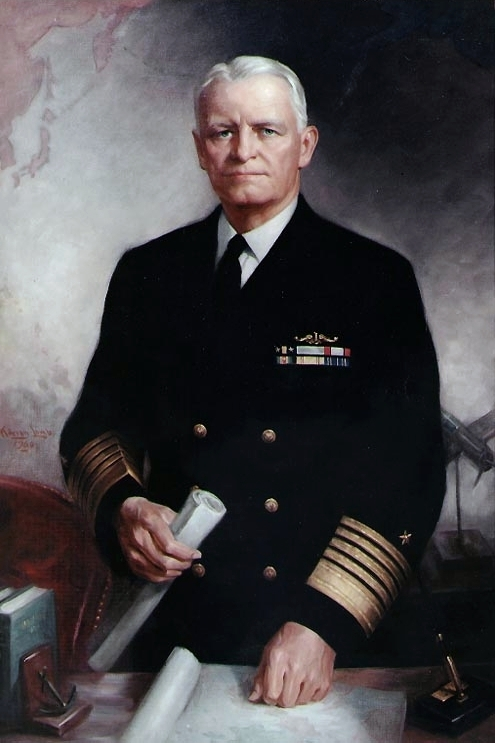
太平洋戰區——美國海軍五星上將尼米茲
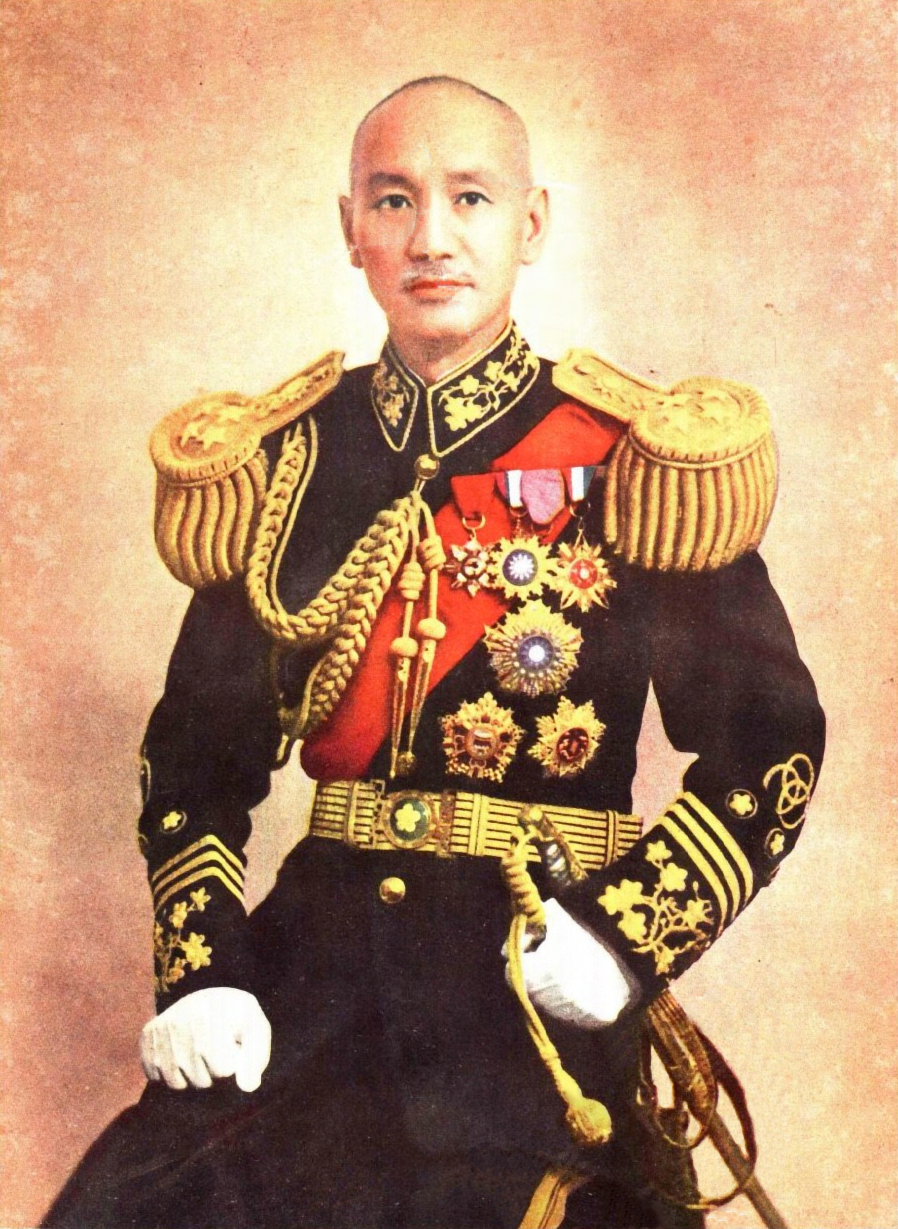
中國戰區——中國陸海空軍大元帥蔣中正
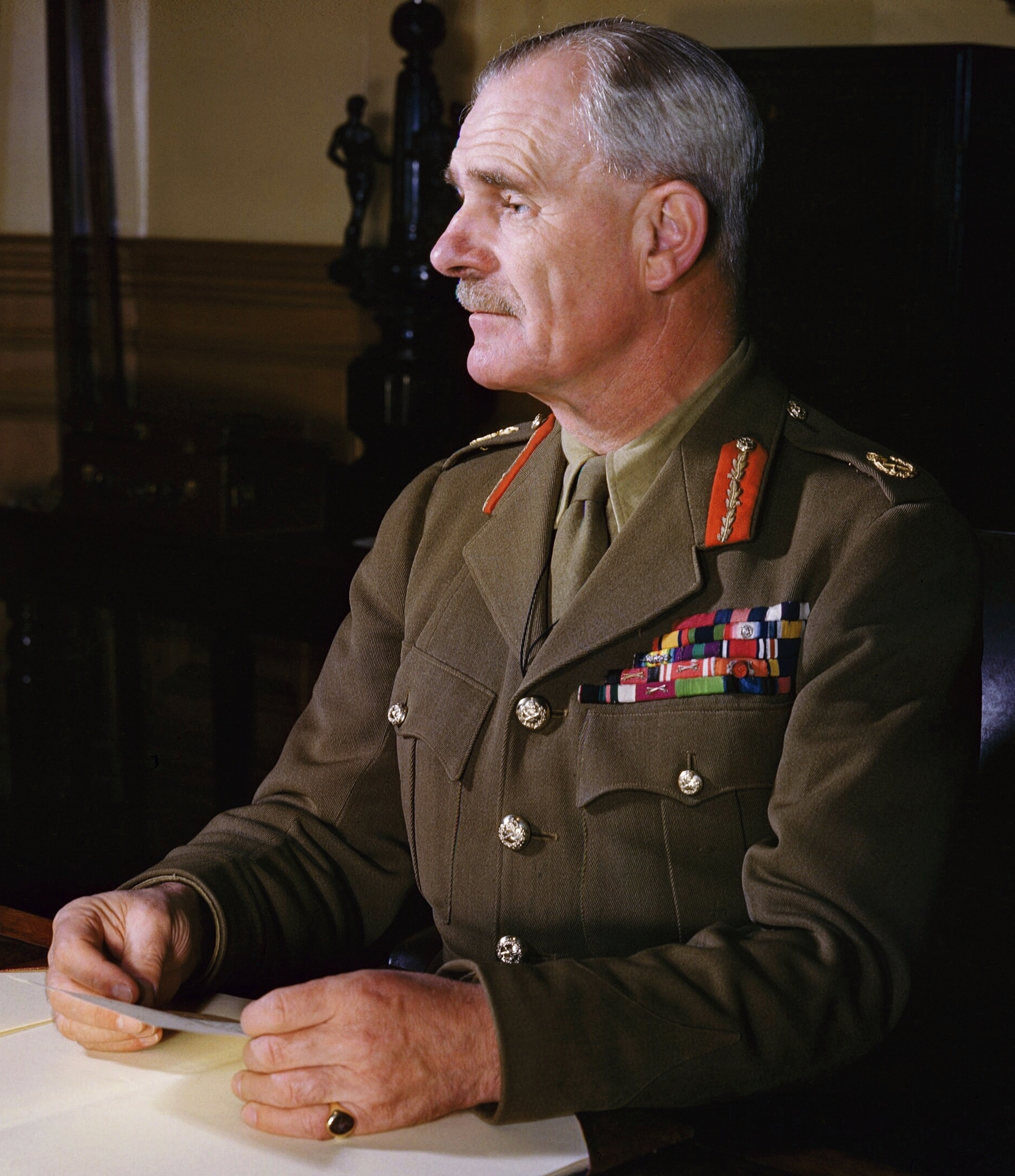
東南亞戰區——英國陸軍元帥韋維爾（遭撤換）
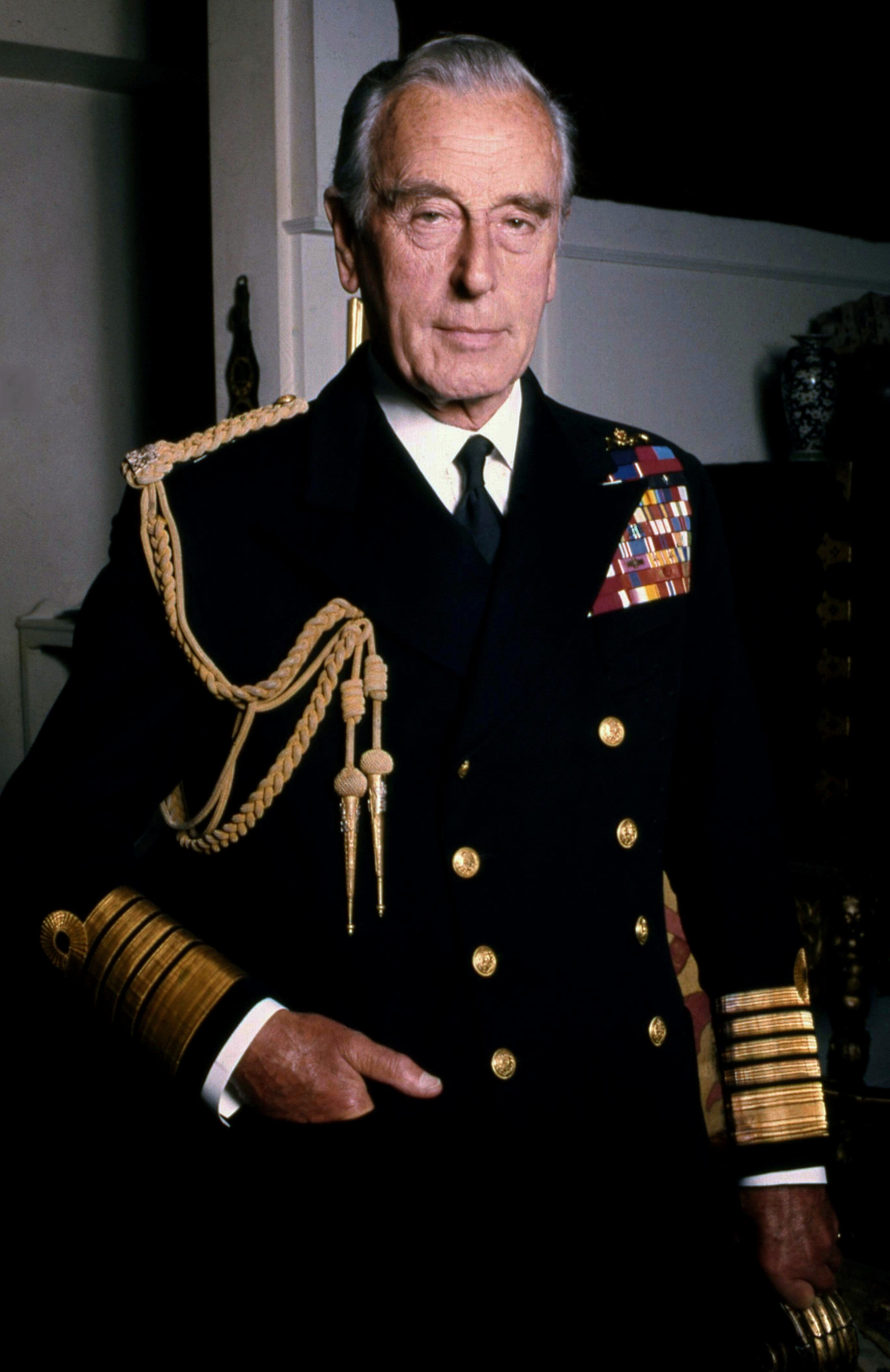
東南亞戰區——英國海軍元帥蒙巴頓

## 延伸閲讀
- Ready, J. Lee. . Jefferson, N.C.: McFarland & Company. 2012 [1985]. ISBN 9780899501178. OCLC 586670908.

## 外部連結
- The Atlantic Conference: Resolution of 24 September 1941（页面存档备份，存于）